# エスタディオ・ダ・ルス
エスタディオ・ダ・ルス (ポルトガル語発音: [(ɨ)ˈʃtadiu dɐ ˈluʃ]) (正式名称: エシュタディウ・ド・スポルト・リジュボア・エ・ベンフィカ (Estádio do Sport Lisboa e Benfica) は、ポルトガル共和国リスボンにあるサッカースタジアムである。「エスタディオ・ダ・ルス」は「光のスタジアム」の意。リーガ・ゾン・サグレス・SLベンフィカのホームスタジアムである。

## 名称
スタジアムは、「ノッサ・セニョーラ・ダ・ルス」 (Nossa Senhora da Luz、「我等が光の貴婦人」の意、より一般的には「ルス」とも呼称される) にちなんで名づけられた。これは所在地リスボン市内の区の名前である。サポーターからは「ラ・カテドラル（大聖堂）」との愛称でも呼ばれ親しまれている。「ダ・ルス」 (「光の」の意) はポルトガルのカトリックの伝統  (pt:Igreja Católica em Portugal)  において一般に受け入れられている概念であり、本来は人々を「神の御許に」向かわせるものを指す。リスボン市民はしばしば、同名の古いスタジアムを単に「ルス」と呼んでいた。英語圏においては、古いスタジアムと現行のスタジアムはどちらも「ザ・スタジアム・オブ・ライト」 (the stadium of light) の名称で呼ばれている。

## 歴史
旧エスタディオ・ダ・ルスは、収容人数120,000人の世界最大のスタジアムのひとつであった。1954年、エスタディオ・ド・カンポ・グランデ  (Estádio do Campo Grande)  の代わりとなるSLベンフィカのホームスタジアムとして建設された。旧スタジアムはベンフィカのホームゲーム会場としてだけではなく、UEFAカップウィナーズカップ1991-92  (1991–92 European Cup Winners' Cup)  決勝戦の会場や、1991 FIFAワールドユース選手権決勝戦の会場として用いられた。ワールドユース決勝戦 (対戦カード: ポルトガル対ブラジル) では、収容人数を超える127,000人の観客がスタジアムを訪れた。
1999年、ポルトガルで開催されることとなったUEFA欧州選手権2004会場のひとつとして旧スタジアムが選ばれたが、後ベンフィカは、大会の主要会場とする事ができるよう、新スタジアムを立てる事を提案。その結果、旧スタジアムは2002年に取り壊され、収容人数65,647人の現在のスタジアムが建設された。アメリカ合衆国の企業であるポピュラス所属の建築家、デイモン・ラヴェル (Damon Lavelle) が設計を担当した。屋根の素材にはポリカーボネートが用いられ、可能な限り天然光を用いることができるようにした。屋根は高さが43メートルある4本のアーチ状の梁によって支えられる形となった。
2003年より建設が開始され、同年10月に新スタジアムが完成した。杮落としに、ベンフィカとウルグアイのクラブ、クルブ・ナシオナル・デ・フットボールとの親善試合が行われたが、スタジアムは観客で満員となった。2004年開催での欧州選手権では、決勝戦  (UEFA Euro 2004 Final)  を含む複数の試合の会場として用いられた。2014年にUEFAチャンピオンズリーグ決勝の会場に決定された。2020年も同様に開催予定。

## ギャラリー

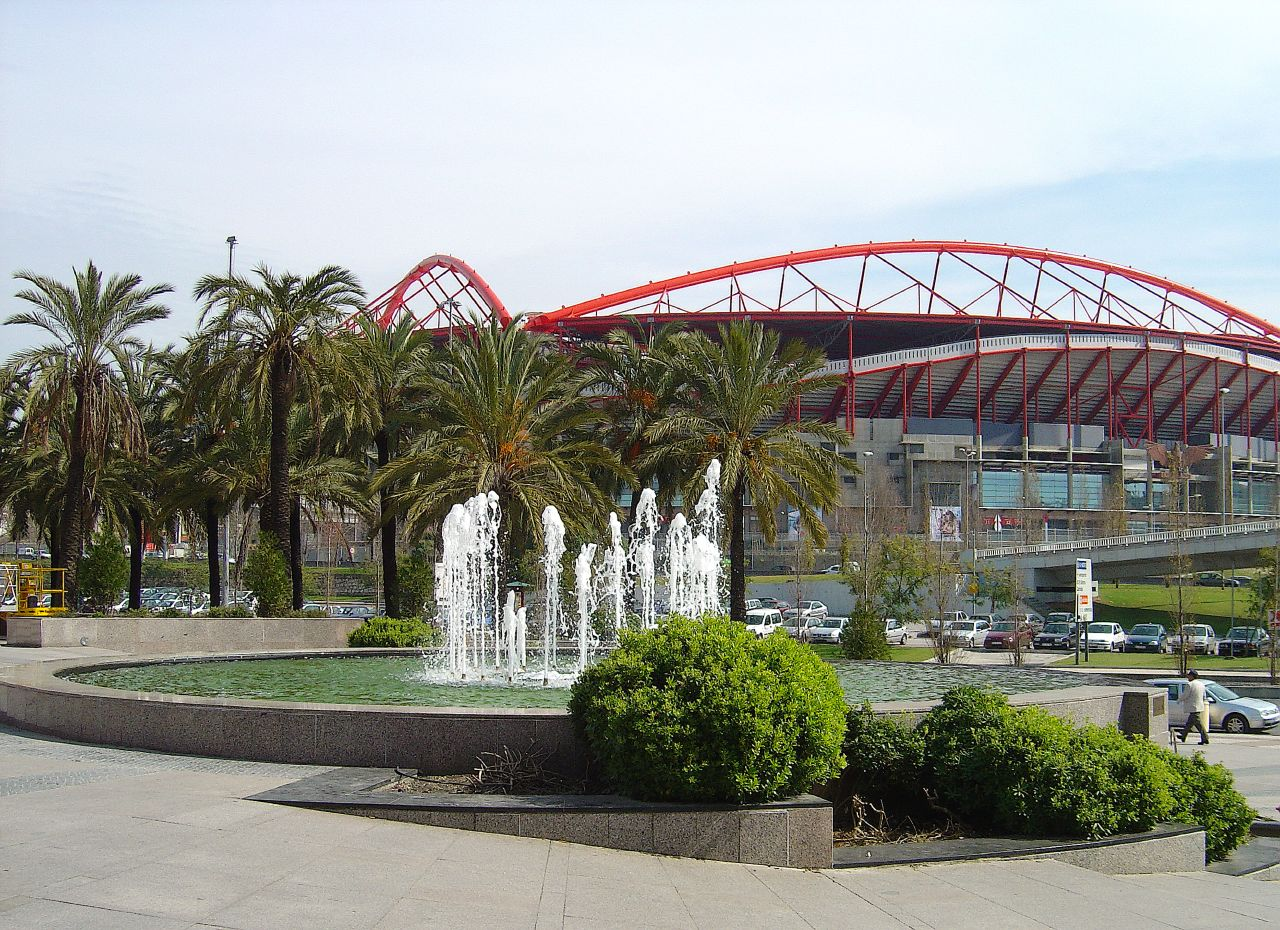
スタジアム外観
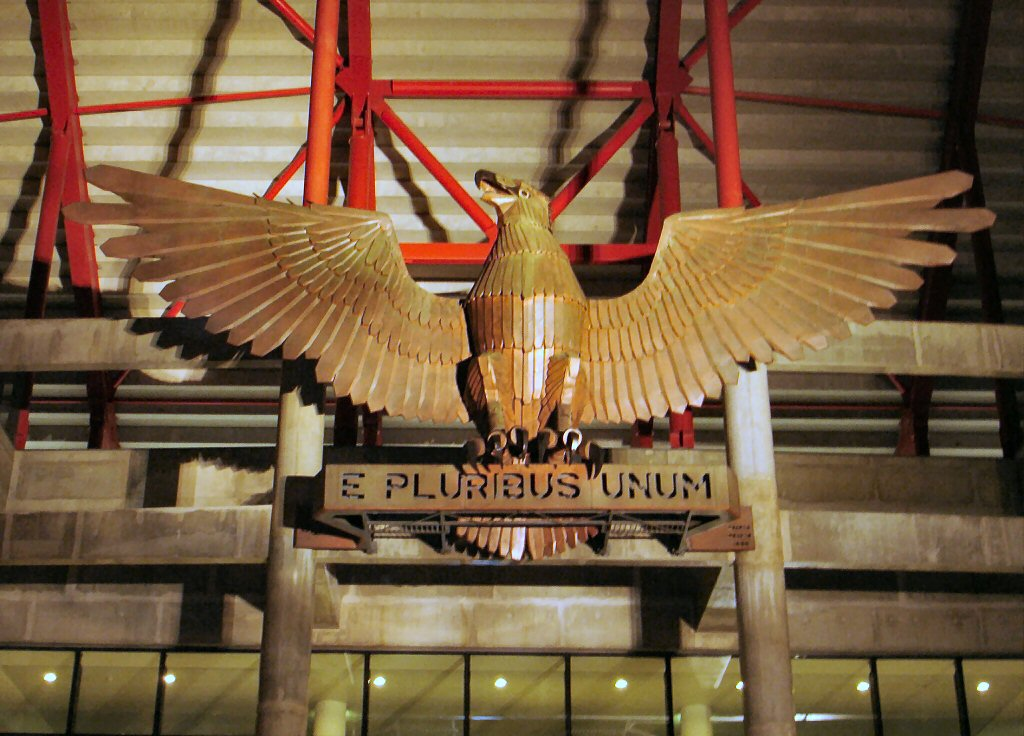
スタジアム入口にはSLベンフィカのエンブレムが飾られている。
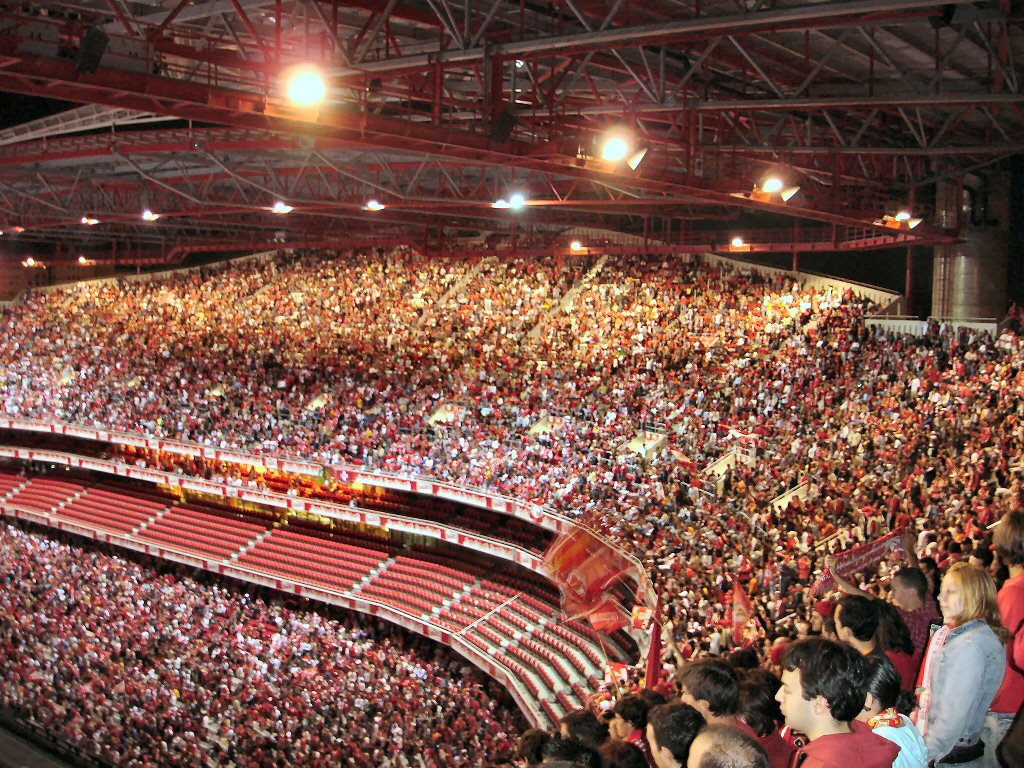
エスタディオ・ダ・ルス (2005年)
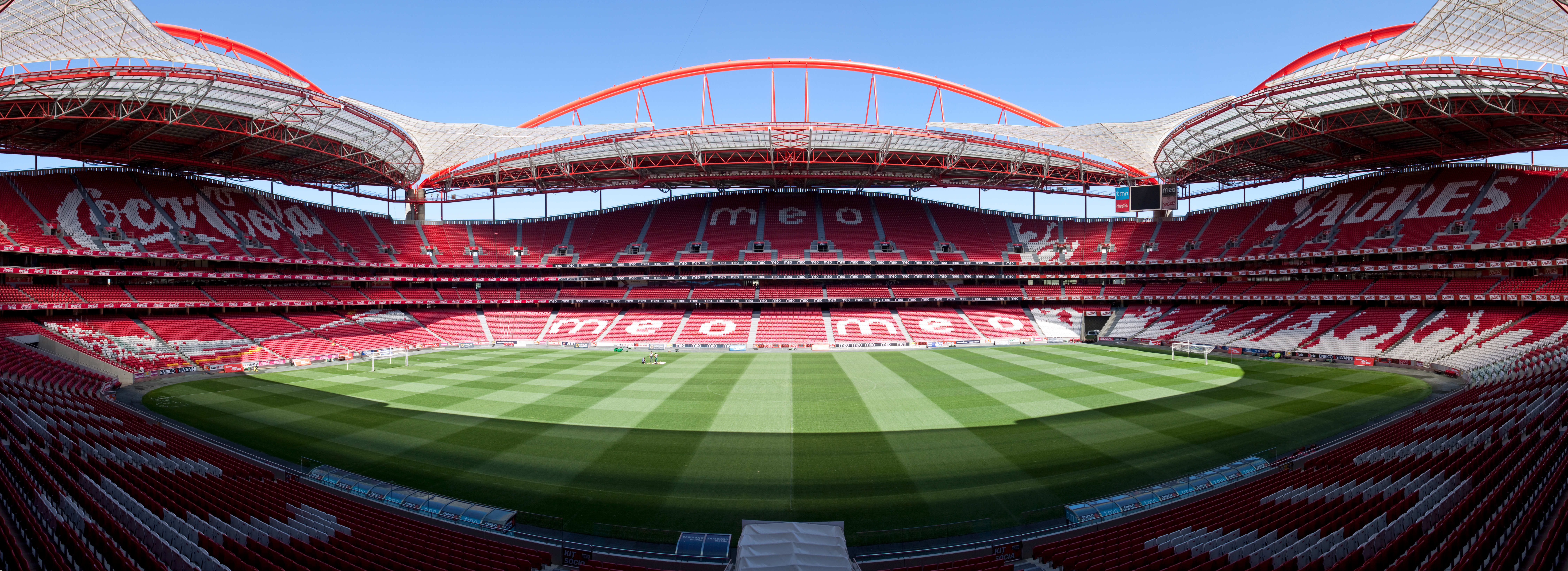
エスタディオ・ダ・ルス全景